# Derviş Eroğlu
Derviş Eroğlu (Famagusta, 7 de marzo de 1938) fue el tercer presidente de la República Turca del Norte de Chipre desde 2010 hasta 2015.

## Biografía
Fue primer ministro de la República Turca del Norte de Chipre desde 1985 hasta 1994 y de 1996 a 2004, y líder del Partido de la Unidad Nacional. Su partido ganó las elecciones generales en 2009 y se proclamó primer ministro de nuevo. El 23 de abril de 2010, tomó el juramento para convertirse en el tercer presidente del país, tras Mehmet Ali Talat.
Entró en la Asamblea de la República Turca de Chipre del Norte, por entonces Estado Federado Turco de Chipre (Kıbrıs Türk Federe Devleti) en 1976, ejerciendo como ministro de Educación, Cultura, Juventud y Deportes entre 1976 y 1977. Ejerció como miembro de la Asamblea Constituyente de la República Turca del Norte de Chipre en noviembre de 1983, durante la independencia y constitución del país. Como líder del Partido de la Unidad Nacional (PUN), fue nombrado primer ministro en cuatro gobiernos sucesivos entre 1985 y 1993, y líder de la oposición entre 1994 y 1996; volvió a ocupar el puesto de primer político desde 1996 hasta el fracaso de su partido en las elecciones generales de 2004 frente al Partido Republicano Turco liderado por Mehmet Ali Talat. El PUN de Eroğlu ganó la mayoría en el parlamento en las elecciones del 18 de abril de 2009 con un 44 % de los votos, con lo que Eroğlu fue elegido primer ministro de nuevo, después de cinco años.
El 21 de noviembre de 2005, Eroğlu dimitió como líder del Partido de la Unidad Nacional. Reelegido a la presidencia en noviembre de 2008, Eroğlu fue elegido para el cargo de presidente de la República el 18 de abril de 2010. Debido a que la ONU no reconoce a la República Turca del Norte de Chipre, considera a Dervis Eroglu solo como negociador bona fide de la comunidad turcochipriota de la República de Chipre.